# VIII Cumbre de la Alianza del Pacífico

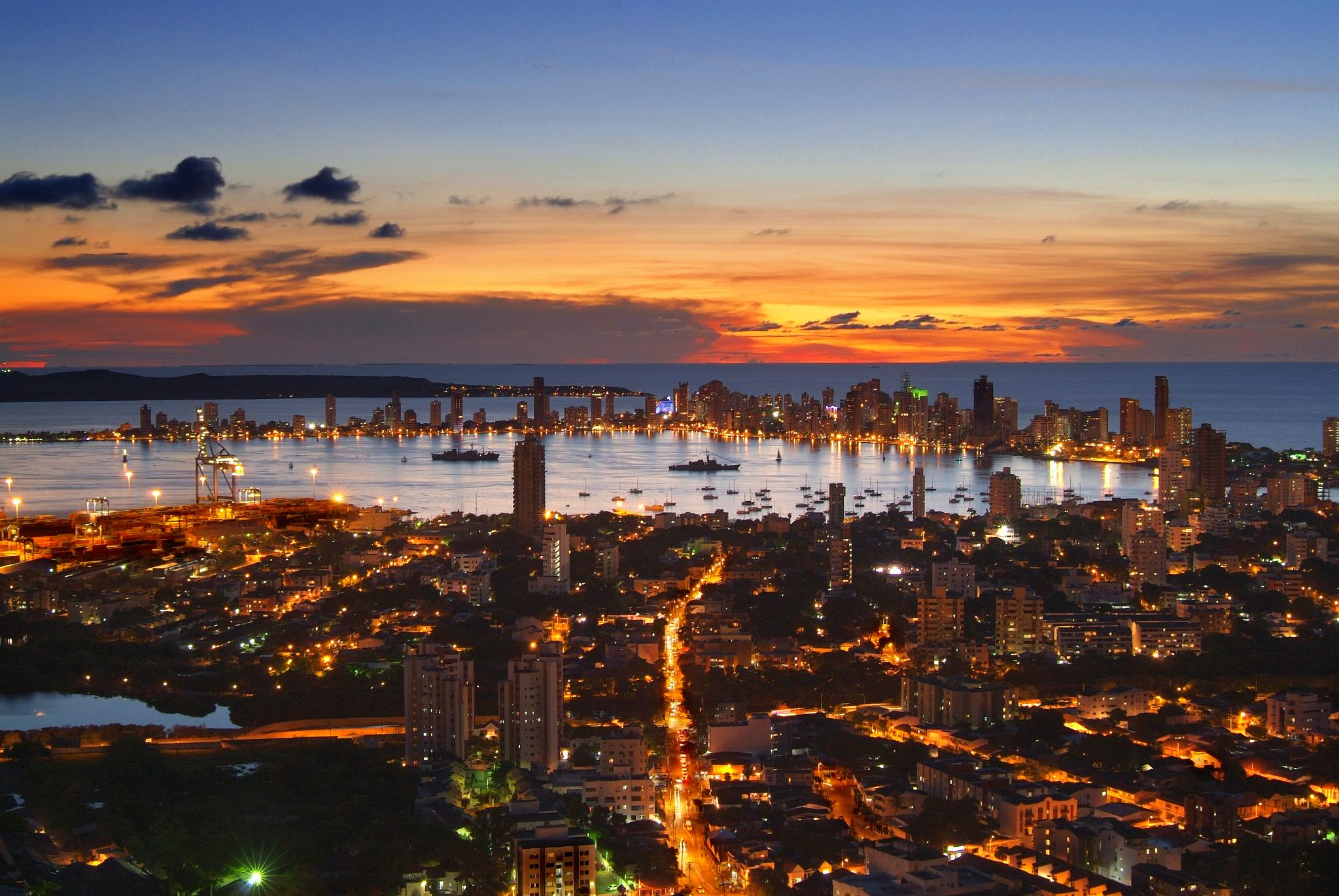
Cartagena de Indias, sede de VIII Cumbre de la Alianza del Pacífico.

La VIII Cumbre de la Alianza del Pacífico se realizó del 10 de febrero de 2014 en Cartagena de Indias, Colombia contando con la presencia de varios representantes de los países observadores.
A la Cumbre asistieron los presidentes de los países miembros: México, Enrique Peña Nieto, Chile, Sebastián Piñera, Perú Ollanta Humala y Colombia, Juan Manuel Santos Calderón.

## Acuerdos
En esta cumbre se firmó el protocolo de desgravación del 92% de aranceles exceptuando el agro que se desgravará en un plazo de 17 años, también se admitieron como miembros observadores a: Finlandia, India, Israel, Marruecos (primer país africano que se suma como observador) y Singapur; también se acordó compartir embajada en Azerbaiyán entre Colombia y Chile y esta con Colombia ante la OCDE. Con la presencia del presidente Juan Manuel Santos y la presidenta de Costa Rica, se firmó la hoja de ruta para el ingreso de este país como miembro de pleno derecho, hecho que se daría a inicios del año 2015, luego de ratificar el tratado de libre comercio con México y terminar el proceso legislativo del TLC con Colombia, requisitos para ser miembro pleno de la AP.

## Mandatarios que asistieron
- Enrique Peña Nieto, Presidente de México.
- Sebastián Piñera, Presidente de Chile.
- Ollanta Humala, Presidente del Perú.
- Juan Manuel Santos Calderón, Presidente de Colombia.